# Boris Hiestand
Boris Hiestand (Amsterdam, 1980) is een Nederlandse animator, regisseur en stemacteur in het Engels. Daarnaast is hij ook gespecialiseerd in het werken met visuele effecten. Hiestand is de eigenaar en regisseur van Molotov Pictures vanaf 2016, gevestigd in Londen, waar ze ontwerpen, pre/post-visuals, animatieproductie en voice-over-services bieden.

## Biografie

### Jonge jaren
Hiestand komt oorspronkelijk uit Amsterdam maar groeide op in Vught bij 's-Hertogenbosch maar heeft gewoond in Londen, München, Bristol en Bangkok. Van jongs af aan hield Hiestand altijd van acteren en tekenen en wist toen hij 14 was dat hij animator wilde worden. Hij nam vaak stemmen voor de lol in zijn vrije tijd op om te animeren. Hij werkte mee aan een paar commercials, waarna hij een voice-over-demo maakte die hij instuurde om te zien wat er van zou worden gemaakt en sindsdien heeft hij stemmen gedaan als een 'nevenactiviteit' van zijn animatiecarrière.

### Carrière
Hij begon in 2003 aan zijn eerste grote project als animator in de Duitse animatiefilm Till Eulenspiegel. Na het werken als animator voor nog meer verschillende animatiefilms werkte hij aan zijn eerste Blockbuster Harry Potter and the Order of the Phoenix als animator. Ook werkte hij mee aan grote animatiefilms als Hotel Transylvania en The Angry Birds Movie. Ook werkte hij mee aan MCU-blockbuster Guardians of the Galaxy en het vervolg Guardians of the Galaxy Vol. 2. Met visuele effecten werkte hij mee aan de film Dolittle uit 2020. Als regisseur verzorgde hij 50 afleveringen van 2017 tot 2018 van de animatieserie Dennis & Gnasher: Unleashed!. In 2020 werkte hij ook mee aan de animatie in het computerspel Ori and the Will of the Wisps uit 2020.
Hiestand werkt ook als stemacteur in Engels voor verschillende animatieseries/films en computerspellen. Hij verzorgd onder andere de stem van Sigma in Overwatch, Marl in Anthem, Kwolok in Ori and the Will of the Wisps en Rued, Fenrir en Gorm in Assassin's Creed Valhalla.

## Filmografie

### Als acteur
| Jaar    | Titel                                           | Rol                    | Opmerkingen                    |
| ------- | ----------------------------------------------- | ---------------------- | ------------------------------ |
| 2007    | Commitment                                      | Boyfriend              | Korte film                     |
| 2007    | Big Idea                                        | Marc Norman            | Korte film                     |
| 2008    | Duel-Men with Big Swords                        | Duelist 1              | Korte film                     |
| 2011    | Fame Addict                                     | Zeus                   | Korte film                     |
| 2013    | Crossing Lines                                  | Husband                | Serie, 1 aflevering            |
| 2013    | Moshi Monsters: The Movie                       | Fishlips, Newsreader   | Animatiefilm                   |
| 2014    | The Stressful Adventures of Boxhead & Roundhead | Lars                   | Animatiefilm                   |
| 2014    | Lords of the Fallen                             | Antanas                | Computerspel                   |
| 2015    | Brothers of War                                 | Kurt Gutenberg         | Film                           |
| 2015    | Age of Kill                                     | Andy                   | Film                           |
| 2016    | Overwatch                                       | Sigma                  | Computerspel                   |
| 2017-20 | Dennis & Gnasher: Unleashed!                    | Gnasher                | Animatieserie, 19 afleveringen |
| 2018    | Chris P. Duck                                   | Meerdere rollen        | Animatieserie, 2 afleveringen  |
| 2019    | Anthem                                          | Marl                   | Computerspel                   |
| 2019    | Overwatch Origin Stories                        | Sigma                  | Korte animatieserie            |
| 2020    | Ori and the Will of the Wisps                   | Kwolok                 | Computerspel                   |
| 2020    | Bulletproof                                     | Hans                   | Serie, 1 aflevering            |
| 2020    | Relicta                                         | Ragnar Nguyen, Systems | Computerspel                   |
| 2020    | Assassin's Creed Valhalla                       | Rued, Fenrir, Gorm     | Computerspel                   |
| 2020    | Dennis & Gnasher: Unleashed! On the Big Screen  | Gnasher                | Animatiefilm                   |
| 2022    | Vampire: The Masquerade - Bloodhunt             | Meerdere rollen        | Computerspel                   |
| 2022    | Diablo Immortal                                 | Meerdere rollen        | Computerspel                   |
| 2022    | Middle Watch                                    | Sailor                 | Korte animatiefilm             |
| 2022    | Overwatch 2                                     | Sigma                  | Computerspel                   |

### Als animator
| Jaar | Titel                                     | Opmerkingen        |
| ---- | ----------------------------------------- | ------------------ |
| 2003 | Till Eulenspiegel                         | Animatiefilm       |
| 2003 | The 3 Wise Men                            | Animatiefilm       |
| 2003 | El Cid: The Legend                        | Animatiefilm       |
| 2004 | Powerplay                                 | Korte animatiefilm |
| 2005 | Elvis und der Mann mit dem roten Mantel   | Animatiefilm       |
| 2006 | Asterix and the Vikings                   | Animatiefilm       |
| 2007 | Harry Potter and the Order of the Phoenix | Film               |
| 2008 | 10,000 BC                                 | Film               |
| 2011 | Arthur Christmas                          | Animatiefilm       |
| 2012 | Hotel Transylvania                        | Animatiefilm       |
| 2014 | Guardians of the Galaxy                   | Film               |
| 2015 | Buddy: Tech Detective                     | Korte animatiefilm |
| 2016 | The Angry Birds Movie                     | Film               |
| 2016 | Storks                                    | Animatiefilm       |
| 2017 | Guardians of the Galaxy Vol. 2            | Film               |
| 2020 | Ori and the Will of the Wisps             | Computerspel       |
| 2021 | The Adventure Mania                       | Animatiefilm       |